# Juan Sánchez Peláez
Juan Sánchez Peláez (25 de septiembre de 1922-20 de noviembre de 2003) fue un poeta venezolano ganador del Premio Nacional de Literatura en 1976. 

## Biografía
Nació en Altagracia de Orituco y estudió primaria y secundaria en Caracas, desempeñando la docencia en Maturín, Maracaibo y el Estado Sucre. Vivió en Chile donde se relacionó con los poetas del Grupo La Mandrágora. Fue agregado cultural de la Embajada de Venezuela en Colombia. Asimismo, residió en París durante largo tiempo. Sánchez fue colaborador de numerosas publicaciones periódicas: Papel Literario (El Nacional), Zona Franca, Eco (Colombia), Revista Poesía (Valencia), Señal (París), Tabla Redonda, etc. 
La característica sobresaliente de su poesía es la tensión entre misticismo y erotismo.  Sánchez Peláez mira siempre sus objetos eróticos como entidades lejanas, separadas de lo mundano por un velo metafísico. Según Ludovico Silva en su «Juan Sánchez Peláez, Lo real e ilusorio» declara lo siguiente: 

Juan Sánchez Peláez fue el primer poeta venezolano que introdujo en nuestra lírica, la conciencia de la clandestinidad del hombre en el mundo y su certidumbre angustiosa de haber sido arrojado al tiempo como un extranjero, sin su consentimiento» (...) Su rebelión existencial es una actitud lúcida, una expectación lírica, un ceremonial de introspección. Silencioso. Acepta el mundo aunque no lo comprende y su lenguaje flexible, capaz de expresar matices de una sensibilidad visionaria y profundamente artística, constituyó una renovación.

Juan Liscano, en su obra «Panorama de la Literatura actual» de 1973, asevera: 

Sánchez Peláez, con su escritura abierta y su actitud existencial señaló un camino nuevo en nuestra poesía.

El poeta falleció a los 81 años, víctima de un cáncer.

## Obra
- Elena y los elementos, Caracas, Tipografía Garrido, 1951, 46 pág.
- Animal de costumbre, Editorial Suma, 1959, 30 pág.
- Filiación oscura, Caracas, Editorial Arte, 1966, 41 pág.
- Un día sea, Caracas, Monte Ávila Editores, 1969, 142 pág.
- Rasgos comunes, Caracas, Monte Ávila Editores, 1975, 72 pág.
- Por cuál causa o nostalgia, Caracas, Editorial Fundarte, 1981, 69 pág.
- Aire sobre el aire, Caracas, Tierra de Gracia Editores, 1989, 35 pág.
- Aire sobre el aire, Carmona, España, col. Palimpsesto, 1993, 28 pág.
- Obra poética, Barcelona, Editorial Lumen, 2004, 260 pág.
- Air On The Air Translated from Spanish by Guillermo Parra, 2016, Published by Black Square Editions